# Rinhat
Rinhat ist ein Distrikt (Kecamatan) des indonesischen Regierungsbezirks (indonesisch Kabupaten) Malaka (Provinz Ost-Nusa-Tenggara) auf der Insel Timor. Der Verwaltungssitz befindet sich in Biudukfoho.

## Geographie
| „Dorf“ (Desa) | Hauptort   | Fläche    | Einwohner |
| ------------- | ---------- | --------- | --------- |
| Saenama       | Saenama    | 10,54 km² | 1.041     |
| Raisamane     | Sunan      | 6,12 km²  | 717       |
| Wekmidar      | Wekmidar   | 8,13 km²  | 659       |
| Muke          | Muke       | 2,25 km²  | 534       |
| Lotas         | Lotas      | 2,43 km²  | 410       |
| Naiusu        | Naiusu     | 2,25 km²  | 429       |
| Nanin         | Leobot     | 6,57 km²  | 708       |
| Webetun       | Makembala  | 6,17 km²  | 576       |
| Weain         | Leohali    | 6,21 km²  | 669       |
| Biudukfoho    | Biudukfoho | 7,15 km²  | 1.399     |
| Nabutaek      | Nabutaek   | 3,60 km²  | 639       |
| Niti          | Naiuna     | 7,21 km²  | 1.038     |
| Tafuli I      | Fatuk Oan  | 13,59 km² | 771       |
| Boen (Rinhat) | Boen       | 10,78 km² | 987       |
| Wekeke        | Nunfutu    | 9,88 km²  | 771       |
| Tafuli        | Oninitas   | 13,55 km² | 736       |
| Naet          | Fatukleten | 16,84 km² | 1.395     |
| Oekmurak      | Fafoek     | 8,74 km²  | 746       |
| Alala         | Banheni    | 4,84 km²  | 492       |
| Nanebot       | Aidois     | 4,87 km²  | 400       |

Rinhat liegt im Westen des Regierungsbezirks Malaka im westlichen Zentraltimor. Im Osten grenzt es an die Distrikte Io Kufeu, Sasita Mean, Zentralmalaka und Weliman. Weiter westlich wird Rinhat von den Regierungsbezirken (Kabupaten) Nordzentraltimor (Timor Tengah Utara) im Norden und Südzentraltimor (Timor Tengah Selatan) im Süden eingerahmt. Rinhat hat eine Fläche von 151,72 km².
Der Distrikt unterteilt sich in 20 Dörfer (indonesisch Desa). Das größte Desa von der Fläche her ist Naet mit 16,84 km², gefolgt von Tafuli I mit 13,59 km² und Taifuli mit 13,55 km².
Drei Flüsse fließen in Rinhat: der Benenai (50 km, entlang der Nordgrenze), der Boen (7 km) und der Mota Delek (4 km). 2.241,97 Hektar des Distrikts bestehen aus Wald, der bewirtschaftet wird.
2015 gab es 70 Regentage, bei denen es insgesamt 1.076 mm Niederschläge fielen. Die Temperatur schwankt zwischen 24 und 34 °C.
Die Hauptorte der Dörfer befinden sich alle oberhalb von 500 m.

## Einwohner
2016 lebten im Distrikt 15.117 Menschen (7.443 Männer und 7.674 Frauen) in 4.141 Haushalten. 2.137 Einwohner waren 0 bis 4 Jahre alt, 143 waren 75 Jahre oder älter. Die meisten Menschen leben im Biudukfoho (1.399 Einwohner).
14.048 Menschen bekennen sich zum katholischen Glauben, 1.066 sind Protestanten und drei Muslime. Im Distrikt gibt es 16 katholische Kirchen und Kapellen und elf protestantische Kirchen.

## Öffentliche Einrichtungen und Infrastruktur
Im Distrikt gibt es 21 Grundschulen, fünf Junior High Schools und eine Senior High School. 63 Gesundheitseinrichtungen stehen für eine medizinische Versorgung zur Verfügung.

## Wirtschaft
Auf dem größten Teil der Anbauflächen wird Mais angepflanzt. Er wächst in Rinhat auf 3.798 Hektar. Reis spielt mit fünf Hektar Anbaufläche nur eine untergeordnete Rolle. Eine größere Bedeutung hat Maniok mit 970 Hektar Anbaufläche. Weitere landwirtschaftliche Produkte sind grüne Bohnen (125 Hektar), Süßkartoffeln (200 Hektar), Pekannüsse, Kokosnüsse und Kakao. 2015 hielt man im Distrikt als Nutztiere 8.238 Rinder, 6.866 Schweine, 31 Enten und 12.514 Hühner. Wasserbüffel, Ziegen und Schafe fehlten.
290 produzierende und verarbeitendes Unternehmen sind in Laenmanen tätig. Dazu kommen noch 51 Kleinhändler.